# 圣艾蒂安德蒙吕克
圣艾蒂安德蒙吕克（法語：Saint-Étienne-de-Montluc，法語發音：[sɛ̃.t‿etjɛn də mɔ̃lyk] ⓘ）是法国大西洋卢瓦尔省的一个市镇，位于该省中部偏西，卢瓦尔河北岸，属于南特区。

## 地理
圣艾蒂安德蒙吕克（47°16'35"N, 1°46'49"W）面积57.57 平方千米，位于法国卢瓦尔河地区大区大西洋卢瓦尔省，该省份为法国西北部沿海省份，位于布列塔尼半岛东南部，北起伊勒-维莱讷省，西北接莫尔比昂省，西临大西洋，南至旺代省，东临曼恩-卢瓦尔省。
与圣艾蒂安德蒙吕克接壤的市镇（或旧市镇、城区）包括：科尔德迈、库埃龙、勒佩勒兰、索特龙、布列塔尼地区维尼厄。

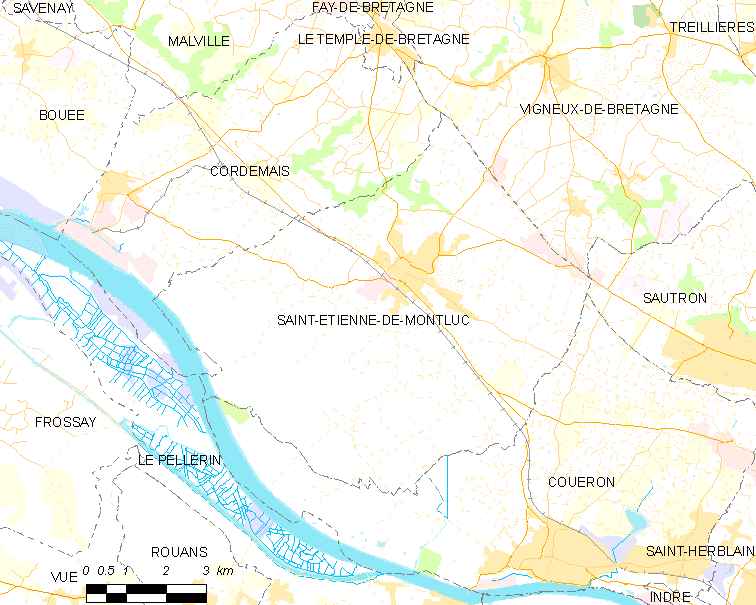
圣艾蒂安德蒙吕克的OSM定位图

圣艾蒂安德蒙吕克的时区为UTC+01:00、UTC+02:00（夏令时）。

## 行政
圣艾蒂安德蒙吕克的邮政编码为44360，INSEE市镇编码为44158。

## 政治
圣艾蒂安德蒙吕克所属的省级选区为布兰县。

## 人口

1962-2008年间圣艾蒂安德蒙吕克人口变化图示

圣艾蒂安德蒙吕克于2022年1月1日时的人口数量为7739人。